# I Thought I Lost You

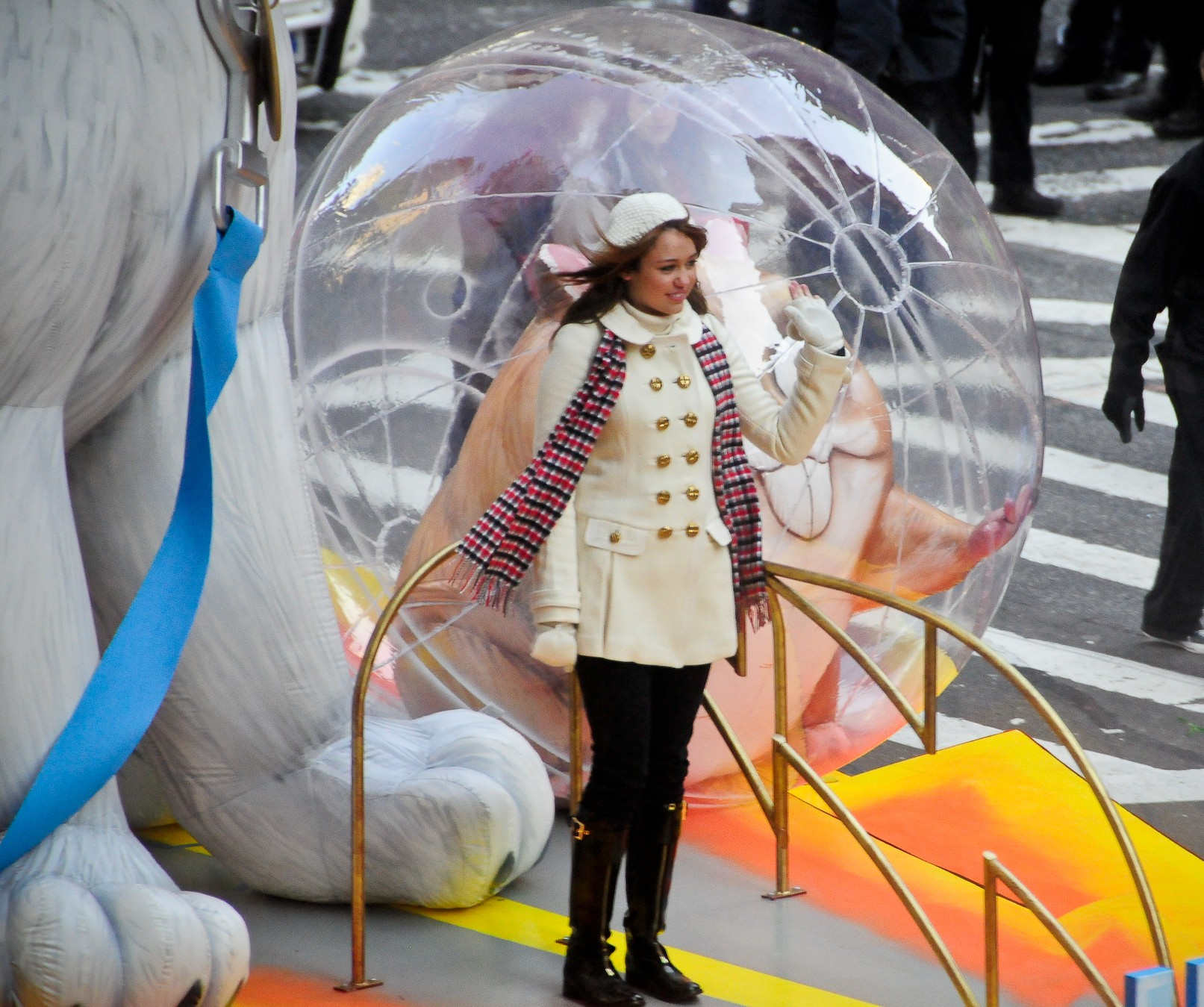
Miley Cyrus (direita) e Bolt (Esquerda).

"I Thought I Lost You" é uma canção de Miley Cyrus com o ator e também cantor John Travolta. A canção faz parte da trilha sonora do filme Bolt.

## Vídeo musical
O videoclipe mostra Miley e John cantando em um estúdio enquanto simultaneamente são exibidos cenas do filme. O clipe tem a duração de 1:51 e foi lançado no dia 09 de julho de 2009. Após gravarem o videoclipe Miley disse que foi muito divertido gravar e cantar com John Travolta e ela disse que o filme é uma das melhores animações que ela já assistiu. A canção foi indicada ao Globo de Ouro de 2009 por Melhor Canção Original.